# Johann Adolf Clodt von Jürgensburg

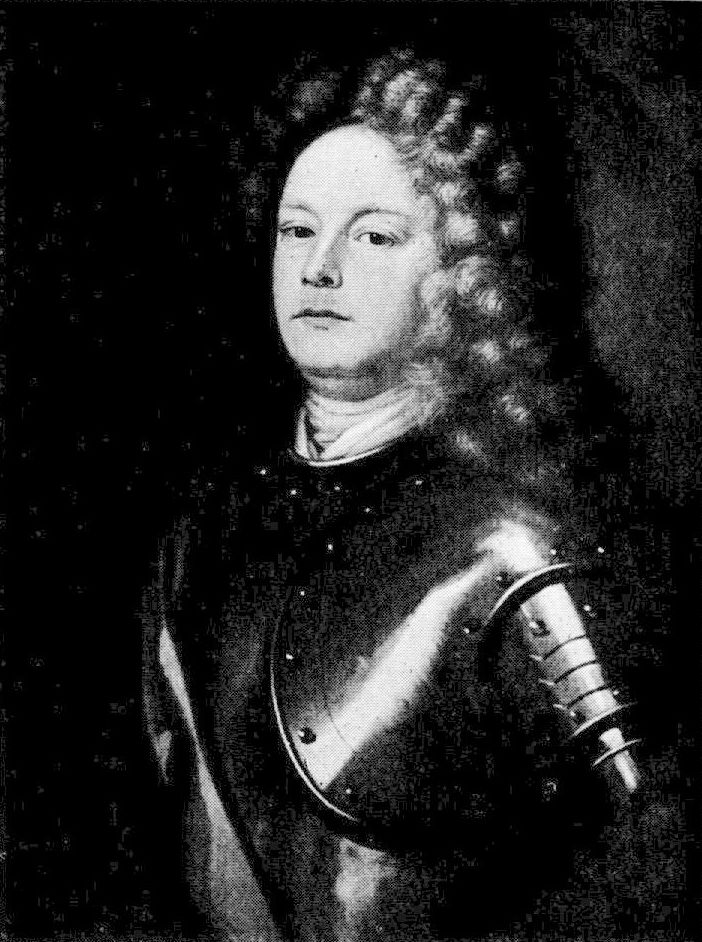
Johan Adolf Clodt von Jürgensburg

Johann Adolf Clodt von Jürgensburg (* 5. August 1658 in Elghammar (Södermanlands län); † 20. Oktober 1720 in Moskau) war ein schwedischer Generalleutnant und letzter Gouverneur von Riga vor dem Hoheitsübergang Livlands an Russland.

## Leben

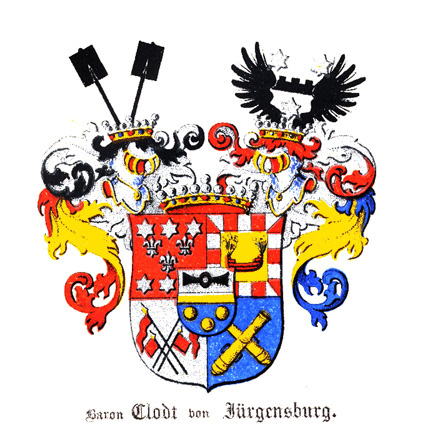
Freiherrliches Wappen (1714) Clodt von Jürgensburg

Johann Adolf Clodt von Jürgensburg entstammte dem deutsch-baltischen Adelsgeschlecht Clodt von Jürgensburg. Seine Eltern waren der schwedische Kapitän, estländische Landrat und Erbherr auf Peuth in Estland, sowie Jürgensburg und Festen in Livland, Gustav Clodt von Jürgensburg (1621–1681) und Brita Stuart († 1668).
Johann Adolf begann seine Laufbahn im schwedischen Heer als Kornett in Wolmar Wrangels Kavallerie-Regiment. 1675 war er Fähnrich der Leibgarde, avancierte 1677 zum Leutnant der Leibtrabantentruppe und nahm 1679 seinen Abschied. Im Jahre 1694 stand er im Rang eines Oberstleutnants in Nylands Infanterie-Regiment erneut bei der Truppe und war gleichzeitig von 1694 bis 1696 Ritterschaftshauptmann der Estländischen Ritterschaft. 1696 wechselte er in die Stellung des Landrats. 1702 wurde er Oberst des Rigischen Gouverneurs-Regiment und 1706 erhielt er sein Beförderung zum Generalmajor der Infanterie. Er war im Jahre 1709 Kommandant und 1710 Vizegouverneur von Riga. Mit der Kapitulation Rigas 1710 geriet Johann Adolf in russische Gefangenschaft und wurde nach Moskau verbracht, wo er zehn Jahre später verstarb.
Bereits am 15. Februar 1714 in Stockholm wurde Johann Adolf in Abwesenheit in den schwedischen Freiherrenstand nobilitiert und noch kurz vor seinem Tode zum Generalleutnant befördert.
Er war aus väterlichem Erbe, Herr auf Peuth, Stifter der freiherrlichen Familie Clodt von Jürgensburg und wurde am 14. März 1722 in Reval in der Nikolaikirche auf der Ruhestätte seiner Eltern beigesetzt.

## Familie
Johann Adolf Clodt von Jürgensburg trat zweimal in den Stand der Ehe. Zuerst am 25. Oktober 1682 mit Freiin Anna Margarethe von Lieven a. d. H. Parmel (1667–1704) sowie nach zwei Trauerjahren am
30. August 1706 in Stockholm mit Gräfin Juliana Christina Bonde af Björnö (1684–1758), die als Witwe mit Carl Adam von Stackelberg eine weitere Ehe einging.
Aus beiden Ehen gingen Kinder hervor:
- Anna Charlotta (1683–1750)
- Louise Juliane († 1704)
- Gustav Adolf (1692–1738), schwedischer Kapitän
- Johann Adolf (1700–1749), schwedischer Fähnrich
- Hedwig Eleonore (1700–1783)
- Carl Wilhelm (1707–1740), kaiserlicher Kapitän
- Christian Benedict (1710–1734), schwedischer Major und Kommandant von Stralsund
- Gustav Nils (1712–1737), schwedischer Kapitän